# Ушсорка
Ушсорка — упразднённое село в Тарановском районе Костанайской области Казахстана. Ликвидировано в 2010 г. Входило в состав Ушсорского сельского округа.

## Население
В 1999 году население села составляло 90 человек (51 мужчина и 39 женщин). По данным переписи 2009 года, в селе проживало 8 человек (6 мужчин и 2 женщины).